# Ika Aliklik
Ika Alfred Aliklik (ur. 16 września 1985) – nauruański sztangista, uczestnik Igrzysk Wspólnoty Narodów oraz wielokrotny medalista lokalnych imprez mistrzowskich (Mistrzostw Oceanii czy Igrzysk Pacyfiku).
W 2006 roku po raz pierwszy wziął udział w Igrzyskach Wspólnoty Narodów, gdzie startował w kategorii -62 kg. W dwuboju uzyskał wynik 216 kg, który dał mu 15. miejsce. Cztery lata później w Delhi, startował w kategorii -69 kg. W dwuboju uzyskał wynik 255 kg (115 kg w rwaniu i 140 kg w podrzucie), który dał mu ósme miejsce.